# Sシリーズ (筆記具)
Sシリーズ（エスシリーズ）とは、文房具メーカーPILOTが製造する製図用(2021年に発売されたS30を除く)シャープペンシル(ボールペン含)のシリーズ名。
全てのシャーペンで特徴として挙げられるのは以下の通りである。
- 低重心で製図用のため製図はもちろん、一般筆記としても使える
- 口金が金属でできている
- ノック部分から中ほどにかけて太くなっていき、口金が階段状に細くなる流れるような流線型の特徴的なのボディラインをしている
- 着脱できるクリップがついている
- 定規に当てやすく、筆跡も見やすいロングガイドパイプ（４mm）搭載

2000年のS3を皮切りに、上位モデルが相次いで発売された。

## 現在のラインナップ
型番のxには芯の太さ（0.5mmなら5）、色名にはアルファベット1文字、又は2文字が入る。

### S3
色ラインナップ
- ノンカラー(0.3、0.4、0.5)
- 透明ライトブルー(0.3、0.4)
- 透明コーラルピンク(0.3、0.4)
- 透明パープル(0.3、0.4)
- 透明ミントグリーン(0.3、0.4)

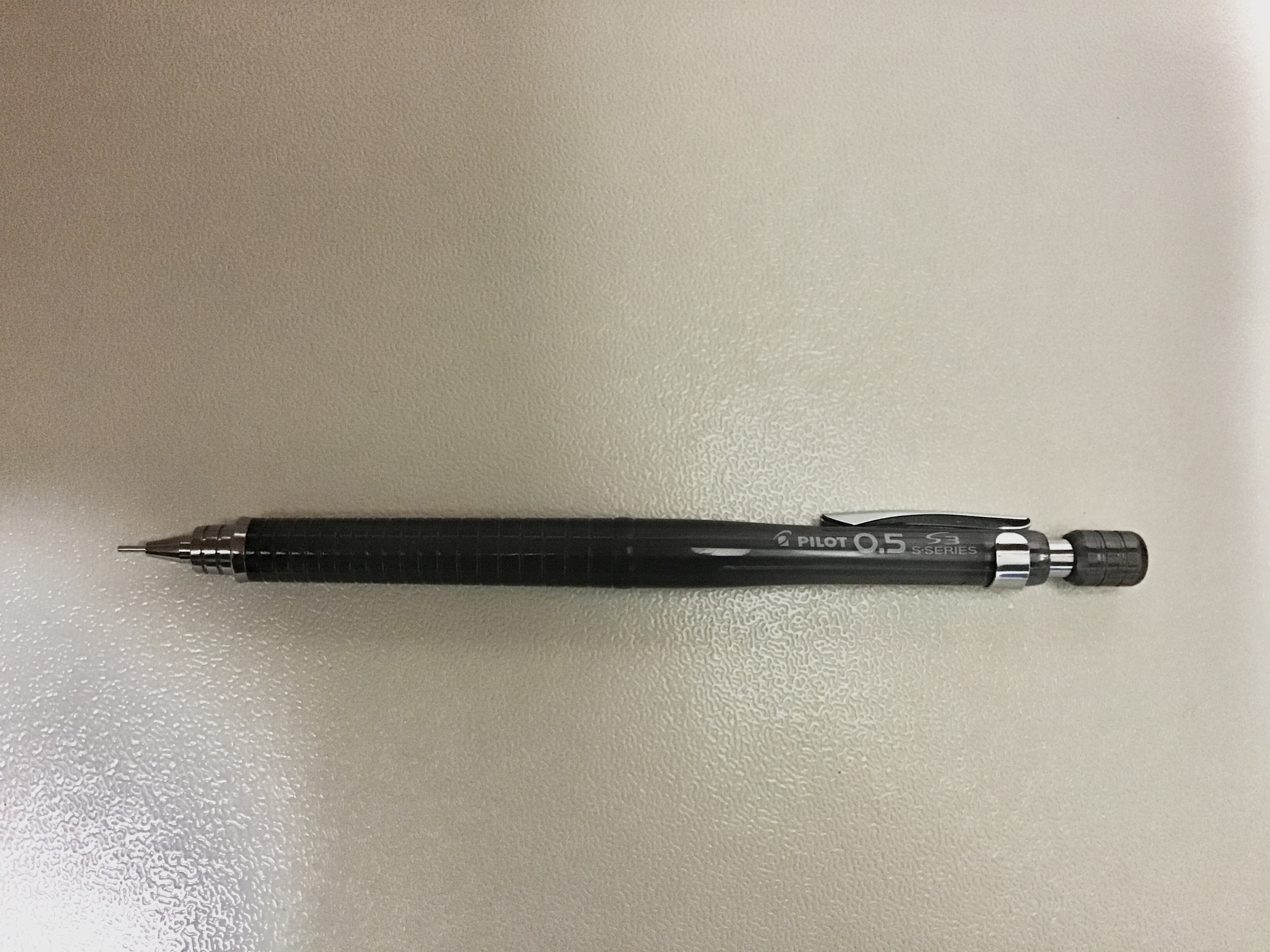
S3(透明ブラック)

- 透明ピンク(0.3、0.5)（在庫限りで販売終了）
- 透明ブラック(0.3、0.4、0.5、0.7、0.9)
- 透明レッド(0.3、0.5)  (在庫限りで販売終了(廃番))
- 透明ブルー(0.3、0.5、0.7)
- 透明グリーン(0.3、0.5、0.9)

グリップはプラスチック製で、転がり防止用の突起がついている。過去には一般筆記用モデルも存在した。

### S5（2025年廃盤）
色ラインナップ
- 透明ブラック(0.3、0.5)
- 透明レッド(0.4、0.5)
- 透明ブルー(0.3、0.5、0.7)
- 透明グリーン(0.5、0.9)

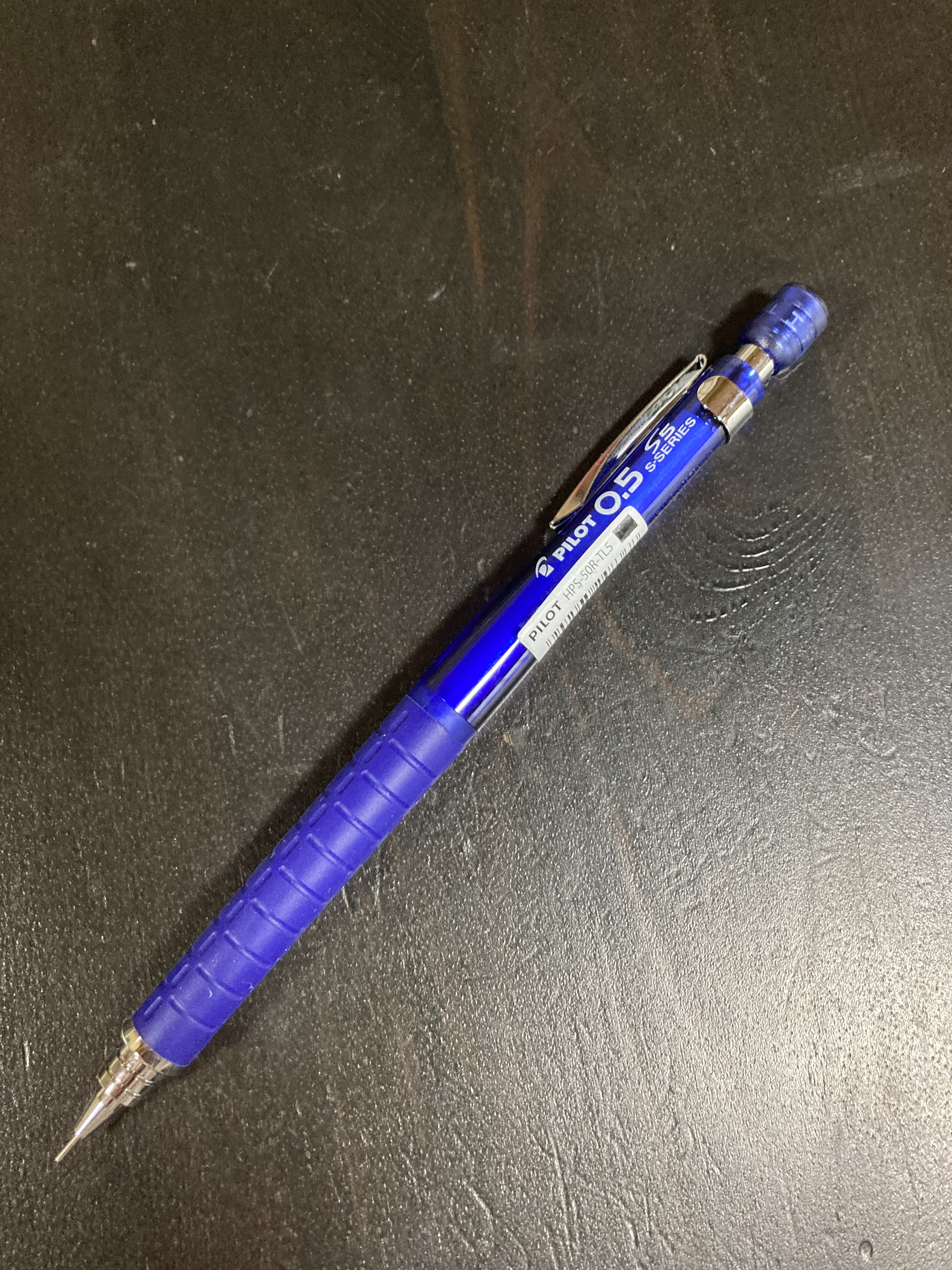
S5(透明ブルー)

グリップはラバー製。転がり防止用の突起がついている。キャップにはプラスチックの芯硬度表示窓がついている。

### S10
色ラインナップ
- S10(透明ブルー)透明ブラック(0.3、0.5)
- 透明レッド(0.4)
- 透明ブルー(0.3、0.5、0.7)
- 透明グリーン(0.5、0.9)

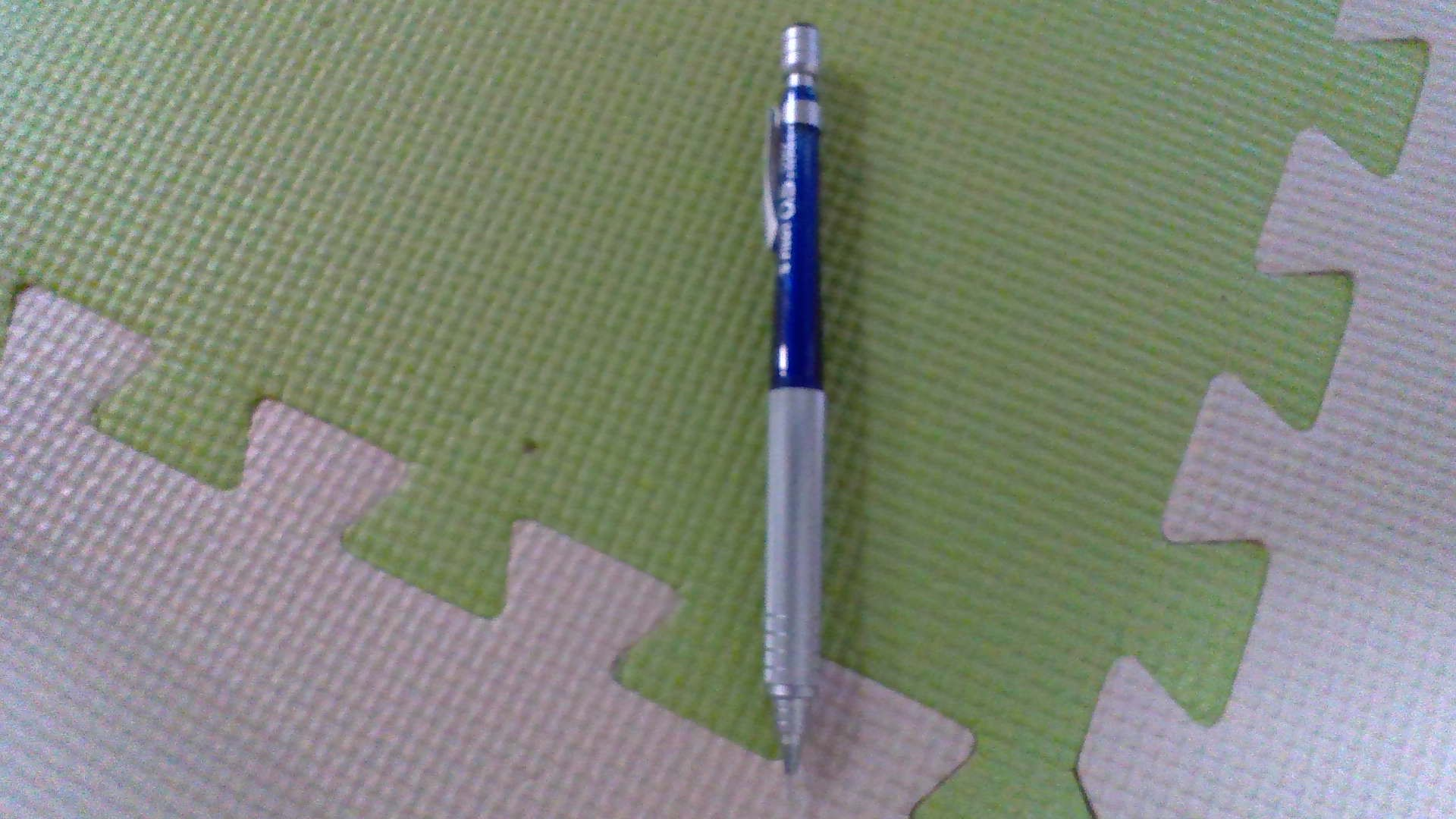
S10(透明ブルー)

グリップは金属ローレット。転がり防止用の突起がついている。キャップにはプラスチックと金属製の芯硬度表示窓がついている。重厚感があふれる梨地クロムメッキ仕上げである。

### S20
色ラインナップ
- ブラック(0.3、0.5)
- ブラウン(0.3、0.5)
- マホガニー(0.3、0.5)
- ダークブラウン(0.3、0.5)
- ディープレッド(0.3、0.5)

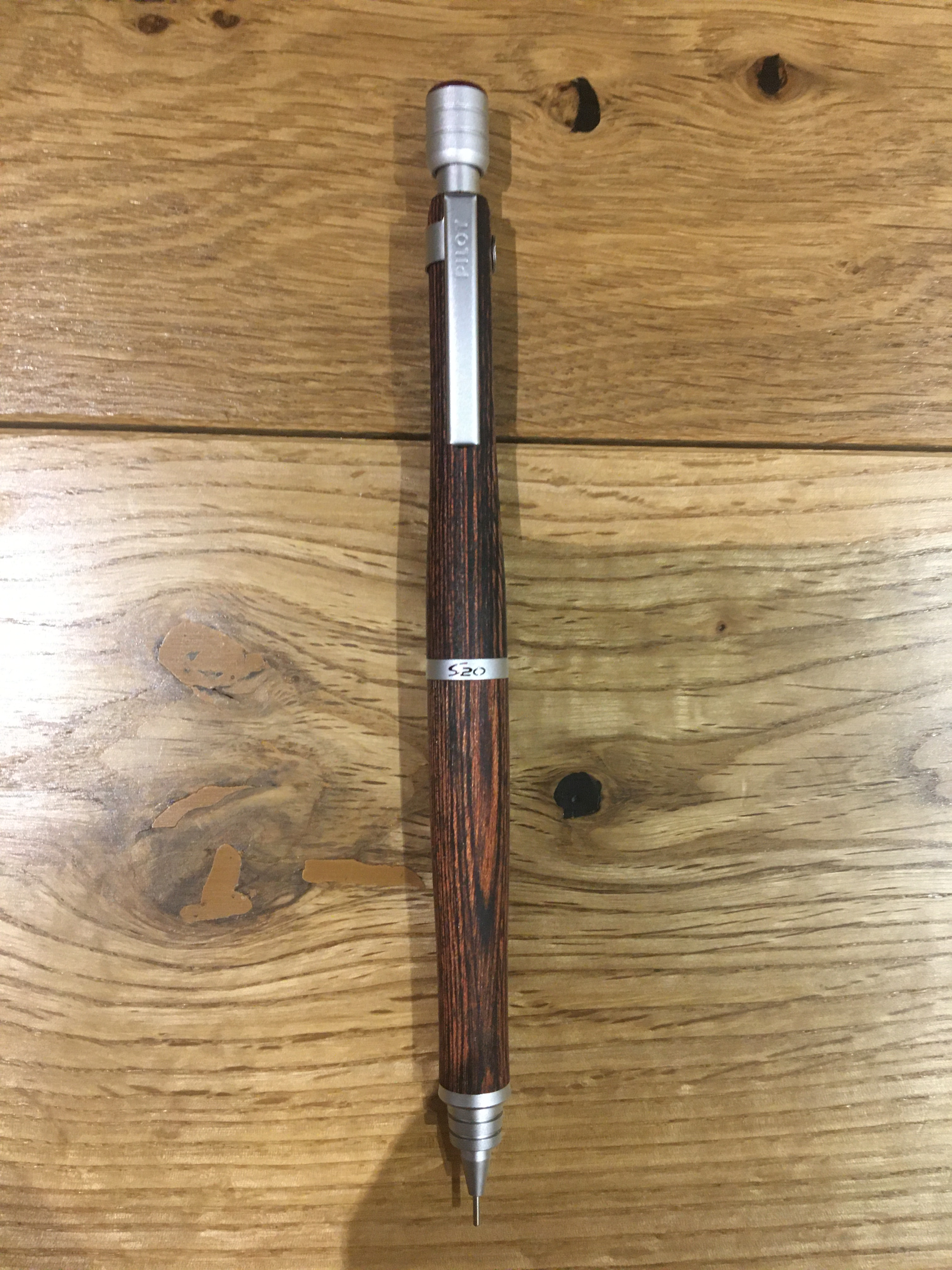
S20(マホガニー)

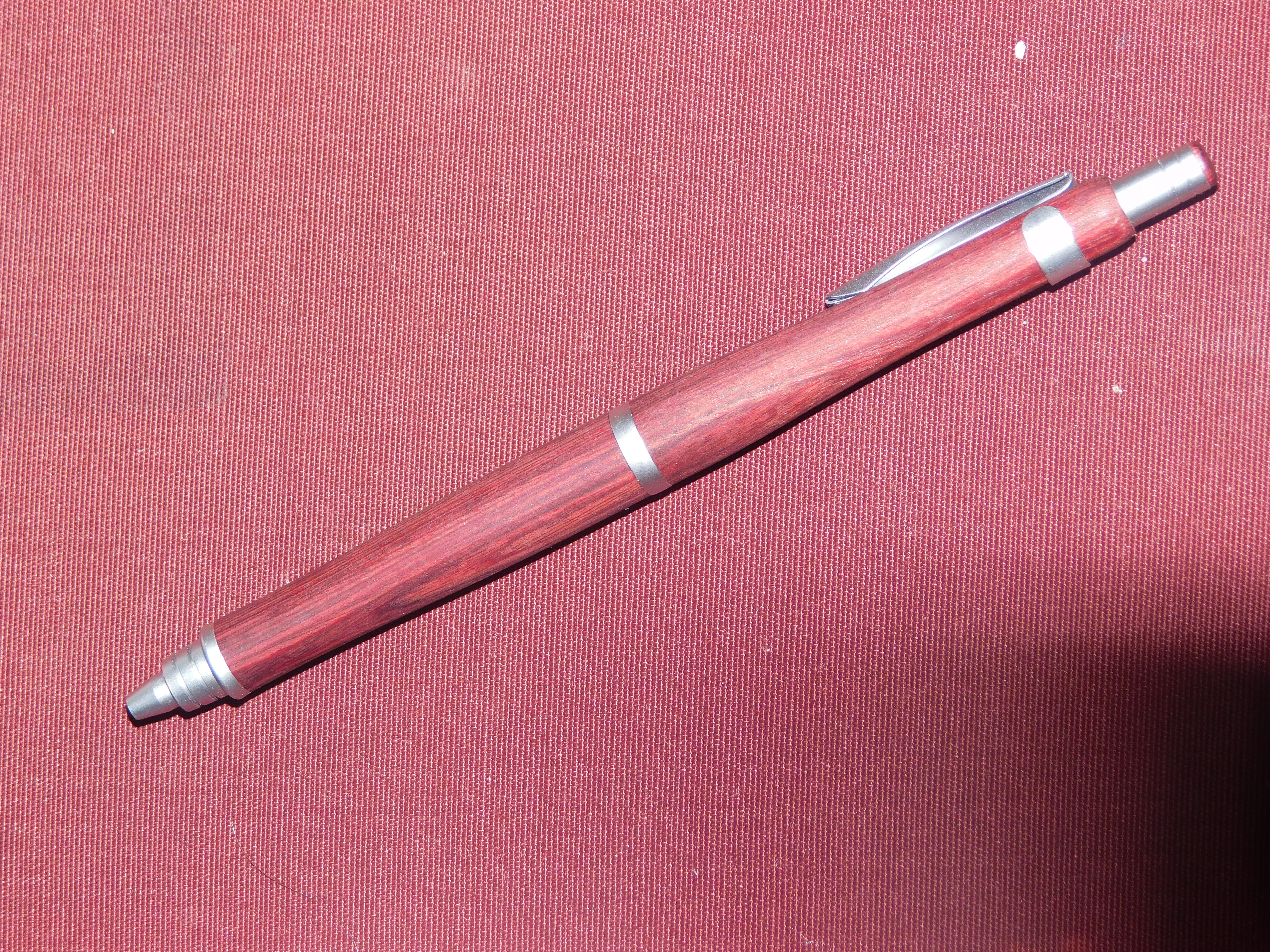
s20（ディープレッド、ボールペン）

グリップ及び軸は樹脂を含ませた樹脂含浸カバ材である。キャップにはプラスチックと金属製の芯硬度表示窓がついている。過去にはガイドパイプと硬度表示窓のない一般筆記用モデルも存在した（カラーはダークブラウンとディープレッドのみ）。

### S20（ボールペン）
色ラインナップ
- ダークブラウン(細字0.7)
- ディープレッド(細字0.7)

シリーズ唯一のボールペンモデル。木軸。アクロインキ搭載。キャップの形状がシャープペンシルとは異なる。

### S30
2025年現在、在庫限りで販売終了(廃番)。
色ラインナップ
- ダークブラウン(0.5)
- ディープレッド(0.5)
- ブラック(0.5)
- ブラウン(0.5)

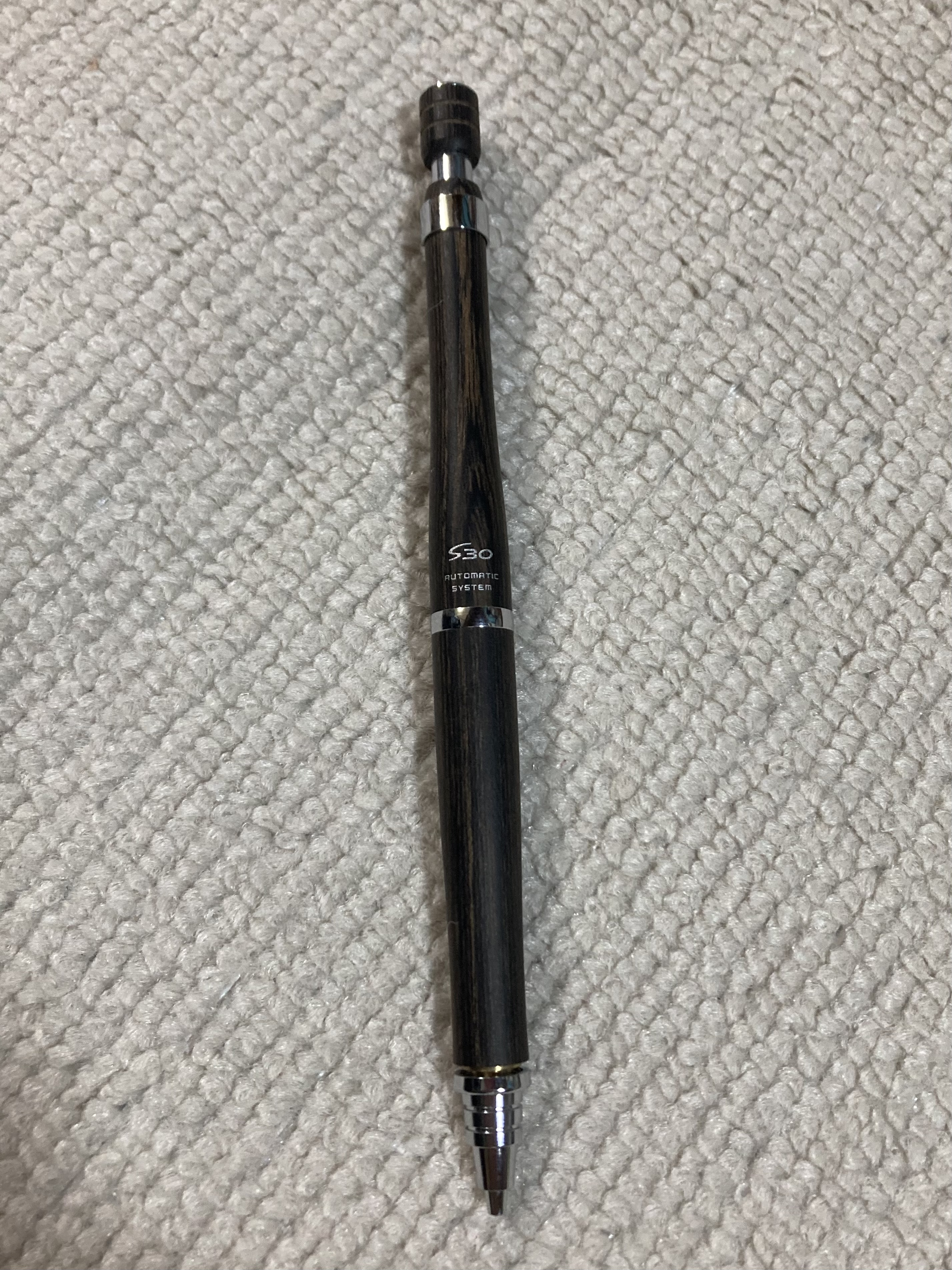
S30(ダークブラウン)

このシリーズのハイエンドモデルであり、S20と同じく木軸である。シリーズ唯一のオートマチック機構（自動芯出し機構）により、一度芯を出して書き始めた後は芯1本分書き続けることが可能になっている。2020年に同じ機構と搭載した「オートマック」が廃番になっており、事実上同製品の後継モデルにも当たる。キャップも木製になっているほか、S20がつや消し金具だったのに対し、つやあり金具になっていたり、軸に直接品名が印刷されていたりと、S20と区別されている。